# ريوسوك ميزوماتشي
ريوسوك ميزوماتشي (باليابانية: 水町亮介) مواليد 10 سبتمبر 1981 في ساغا، هو لاعب كرة سلة ياباني. بدأ مسيرته الاحترافية في سنة 2004. يلعب مع أكيتا نورثرن هابينيتس في دوري كرة السلة الياباني للمحترفين. يحمل الرقم 2. يبلغ طوله 6 قدم 1 بوصة (1.9 م).